# Вольное Второе
Вольное Второе (укр. Вільне Друге) — село в Бурбулатовском сельском совете Близнюковского района Харьковской области Украины.
Код КОАТУУ — 6320681503. Население по переписи 2001 года составляет 102 (44/58 м/ж) человека.

## Географическое положение
Село Вольное Второе находится в 1-м км от пгт Близнюки, на железнодорожной ветке Близнюки-Барвенково, примыкает к посёлку Садовое, железнодорожная станция Платформа 950 км.
Село расположено в начале балки Бритай, по которой протекает персыхающий ручей, один из истоков реки Бритай.
На ручье сделаны запруды.
Рядом проходит автомобильная дорога Т-2113.

## История
- 1934 — дата основания.

## Экономика
- В селе есть молочно-товарная ферма.